# Gerard Sasso
Gerard Sasso  (als achternaam wordt ook wel Thom, Tum, Tune, Tunc, Tenque of Tonque genoemd, ca. 1040 – ca. 1120) was een lekenbroeder in de Benedictijnerorde die in 1080 werd aangesteld als rector van het hospitaal in Jeruzalem, en die, in 1099 na het succes van de Eerste Kruistocht, de stichter werd van de Orde van Sint-Jan van Jeruzalem (Hospitaalridders) (die  in 1113 pauselijke erkenning kreeg).

## Naam
In Franse bronnen, staat Gerard soms bekend als Gérard (ook wel Pierre-Gérard) de Martigues omwille van een traditie die zegt dat zijn geboorteplaats Martigues in de Provence zou zijn. Willem van Tyrus, die in de late 12e eeuw schreef over Gerard, noemt Amalfi als zijn geboorteplaats. Dit is niet onwaarschijnlijk, daar handelaars van Amalfi betrokken waren in de reconstructie van het hospitaal in de jaren 1020, na haar verwoesting in 1005 onder kalief Al-Hakim bi-Amr Allah. Een lokaal historicus van Amalfi, Giuseppe Gargano, heeft een identificatie van Gerard voorgesteld met een zekere Gerard Sasso die wordt vermeld in de documenten van de stad Amalfi.
De vermeende achternaam Tum, ook wel Thom,  Tune of Tenque, is te wijten aan een fout door Pierre-Joseph de Haitze (1730), die het Latijnse woord tunc ("toen") als een naam van Gerard aanzag. De Haitze's vergissing werd in 1885 door Ferdinand de Hellwald vastgesteld. Voordat het misverstand rond de achternaam Tunc werd opgeklaard, had de Italiaanse historicus Francesco Galeani Napione (-1830) Gerardus Tunc geïtalianiseerd als Gerardo da Tonco, hierdoor suggererend dat hij afkomstig was uit (of bezittingen had in) Tonco in Piëmont.

## Leven

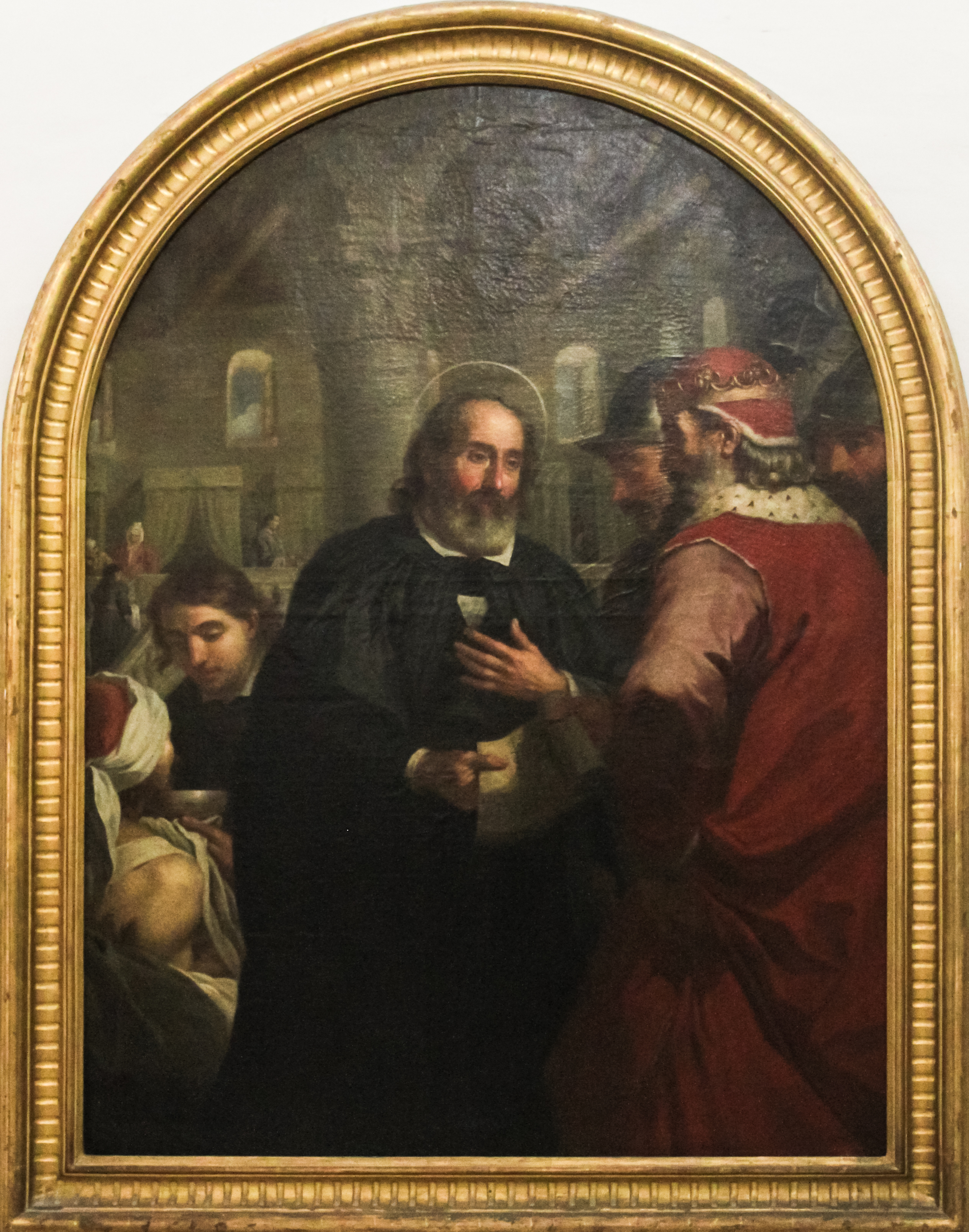
Antoine de Favray, De Zalige Gerard ontvangt Godfried van Bouillon.

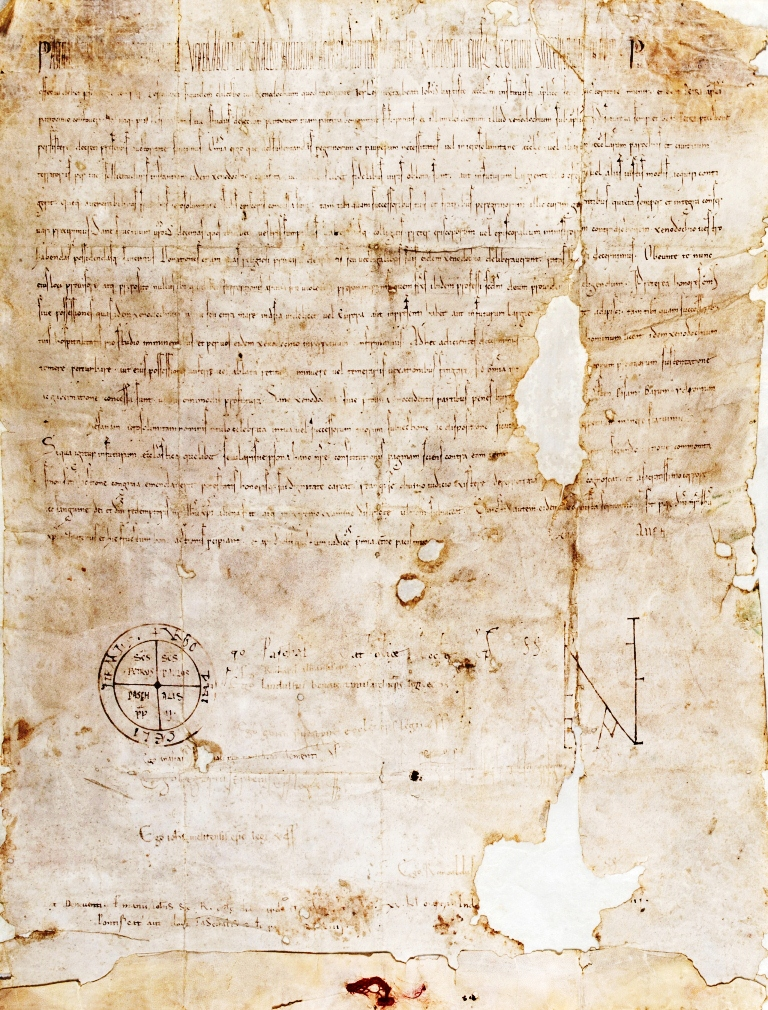
De pauselijke bul Pie Postulatio Voluntatis, die van het hospitaal een soevereine entiteit maakte.

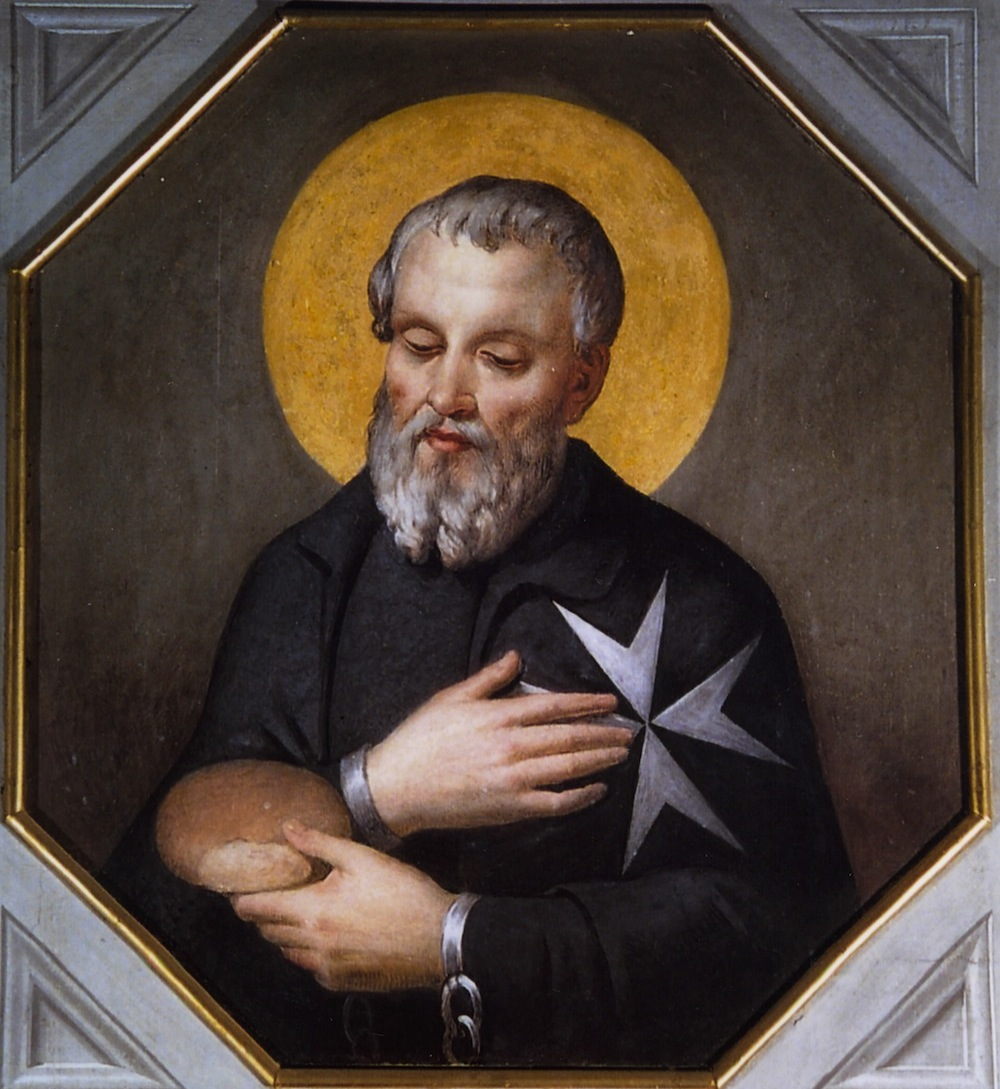
Portret van een geketende Beato Gherardo met een brood onder zijn mantel in de kapel van het Palazzo Malta.

Weinig is geweten over Gerards leven; zijn nationaliteit en geboorteplaats zijn onbekend (de traditie zegt dat hij afkomstig was uit ofwel Amalfi ofwel Neder-Bourgondië (Provence)). Hij was zeer waarschijnlijk een Benedictijns lekenbroeder, mogelijk een van de frates conversi (d.i. mannen die niet als jongen of jongeman toetraden tot de orde maar na een deel van hun volwassen leven seculier te hebben geleid) die naar het Heilige Land kwam om te dienen in de abdij van Sint Maria van de Latijnen.
Rond 1080 maakte de abt hem verantwoordelijk voor het Hospitaal van Sint-Jan in Jeruzalem, dat was gebouwd op de site van het klooster van Johannes de Doper in de jaren 1060 naast het oudere hospitaal dat was herbouwd in de jaren 1020.
Tijdens het beleg van Jeruzalem (1099), toen de christelijke bevolking was verdreven uit Jeruzalem, slaagde Gerard erin om met een aantal diende broeders achter te blijven om te zorgen voor de zieken in het hospitaal.
Na het succes van de Eerste Kruistocht en de oprichting van het koninkrijk Jeruzalem, zette Gerard zijn werk in het hospitaal voort, nu onder oneindig meer liefdadige condities. Godfried van Bouillon, de eerst Latijnse heerser van Jeruzalem, gaf enkele eigendommen aan het hospitaal, en zijn opvolger Boudewijn schonk het een tiende van de oorlogsbuit van de overwinning in de slag bij Ramla in 1101. In 1101 gaf de hertog van Apulië een grote gift aan de patriarch van Jeruzalem, met de specificatie dat een derde van de gift naar het hospitaal moest gaan.
Tegen 1113 was het hospitaal uitgegroeid tot een rijke en machtige organisatie binnen het koninkrijk Jeruzalem, en Gerard breidde haar operaties ver buiten de grenzen van de stad zelf uit, door de stichting van dochtershospitalen te Bari Otranto, Taranto, Messina, Pisa, Asti en Saint-Gilles, strategisch gelegen langs de pelgrimsroute naar Jeruzalem.
Het hospitaal overschaduwde al snel de abdij van Sint-Maria van de Latijnen, dewelke nog steeds haar nominale moederorganisatie, en het is mogelijk daarom dat het gedacht werd gepast te zijn van het hospitaal een soevereine entiteit in haar eigen recht te zijn. Dit gebeurde ook effectief in 1113, toen Paus Paschalis II in Pie Postulatio Voluntatis het hospitaal erkende als een nieuwe religieuze orde. De in het hospitaal dienende broeders stonden vanaf nu bekend als de Hospitaalridders van Sint Jan, en Gerard als de Rector van het Hospitaal. De Orde nam een regel aan waarin elementen van zowel de Regel van Benedictus als de Regel van Augustinus werden overgenomen. De orde was nu onafhankelijk, enkel onderworpen aan de paus (en niet langer onderworpen aan het Patriarchaat van Jeruzalem), en was vrij om de opvolger van Gerard te verkiezen en eigendom te ontvangen en bezitten.
Op 19 juni 1119 bevestigde paus Calixtus II door de bul Ad hoc nos disponente alle bezittingen en privileges van het Hospitaal en de uitbreiding ervan met de tienden en kerken recent verworven in het bisdom van Tripoli.
Gerard zou nog zeven jaar lang aan het hoofd van de organisatie blijven staan. Hij stierf in de zeventig jaar oud op 3 september, tussen 1118 en 1121. Zijn opvolger was Raymond du Puy.

## Nalatenschap en verering
De orde bleef bloeien onder Raymond, die voor het eerst de titel van grootmeester nadat Rogier II van Sicilië deze aanspreektitel had gebruikt in brieven aan Raymond. Het was ook Raymond die de orde militariseerde. 
Volgens beschrijvingen van de operaties van het hospitaal uit de tweede helft van de 12e eeuw, was het mannenhospitaal opgedeeld in elf afdelingen en kon zorg bieden aan meer dan 1000 patiënten. Het hospitaal nam alle zieken op, ongeacht nationaliteit of religie. De Hospitaalridders hadden in deze periode ook een veldhospitaal dat de kruisvaarderlegers zou vergezellen op expedities, dat in staat was om 750 serieus gewonde mannen van de slag bij Montgisard (1177) te evacueren voor behandeling in Jeruzalem. De Hospitaalridders verwezen naar hun patiënten als "onze heren, de zieken" in een traditie die vermoedelijk terugging op Gerard.
Legendes over het leven van Gerard zijn in de 13e eeuw neergeschreven, in het bijzonder over zijn lot gedurende het beleg van Jeruzalem. Volgens deze verslagen, zou Gerard brood hebben verborgen in de plooien van zijn mantel om de hongerige Kruisvaarders buiten de stadsmuren te voeden. Toen de moslimheersers Gerard op een van zijn uitstapjes ontdekten vonden ze op miraculeuze wijze enkel stenen in zijn mantel. Volgens andere versies van dit verhaal, geloofden de moslims dat Gerard geld achterhield en niet de nodige belastingen betaalde, en werd hij gearresteerd en gemarteld, hetgeen hem kreupel zou maken voor de rest ban zijn leven.
De verering van Gerard focuste zozeer op zijn bescheidenheid en vroomheid dat het de capaciteiten die hij als leider en organisator duidelijk bezat in de schaduw stelde. Door de gunstige historische omstandigheden, kon Gerard gebruik maken van zijn positie als lekenadministrator van een kloosterhospitaal om de eerste echt internationale religieuze orde te stichten.
Zowel zijn heiligheid als zijn bekwaamheid worden benadrukt in een epitaaf, neergeschreven in een interpolatie in een manuscript van de Historia van Fulcher van Chartres en als dusdanig van onzekere authenticiteit, waarin het volgende wordt gezegd:
"Hier ligt Gerard, de nederigste man in het oosten, de slaaf (servus) van de armen, gastvrij voor vreemdelingen, zachtmoedig van gelaat maar met een nobel hart. Men kan binnen deze stadswallen zien hoe goed hij was. Hij was spaarzaam en actief. Zichzelf uitputtend in allerlei manieren, strekte hij zijn armen uit naar verscheidene landen om te verwerven wat hij nodig had om de eigen land te voeden. Op de zeventiende dag van de tocht van de zon onder het teken van de Maagd [3 september], werd hij door de handen van engelen naar de hemel gedragen."
Na zijn dood, probeerden de Hospitaalridders Gerards lijk te bewaren en het werd bewaard in het klooster in Jeruzalem en later verplaatst naar Acro na de val van de stad. Toen de situatie in het Heilige Land onveilig werd, werd zijn lichaam overgebracht naar het westen. Tegen 1283 werd zijn lichaam bewaard in een "erg kostbare zilveren koffer met verscheidene kostbare stenen" in de Hospitaalridderskapel in Manosque, Provence. Zijn schedel werd in 1749 overgebracht naar het Monasterio Santa Ursula in Valletta op Malta, terwijl de rest van zijn relikwieën werden verwoest of verspreid geraakten tijdens de Franse Revolutie. Relieken toegeschreven aan Gerard blijven bewaard worden in  Provençaalse kerken, waaronder in de kerk van Martigues, een van zijn mogelijke geboorteplaatsen.